# Michael Connelly
Michael Connelly (Filadélfia, 21 de julho de 1956) é um escritor norte-americano. Escreveu vários romances policiais, sendo os mais famosos aqueles protagonizados pelo detetive do Departamento de Polícia de Los Angeles Hieronymus "Harry" Bosch. Seus livros já foram traduzidos para 35 línguas diferentes e suas obras lhe renderam várias premiações. Connelly foi o presidente da Mystery Writers of America 2003-2004.

## Obra

### Livros de ficção

#### Série Harry Bosch
Hyeronimous Bosch (em homenagem ao pintor holandês do século XV), também apelidado de “Harry”, é o principal personagem do autor. Foi apresentado ao público com o romance The Black Echo (O Eco Negro, 1992) - vencedor do "Mystery Writes of America" como melhor romance de estreia. Veterano da Guerra do Vietname criado em Los Angeles, nasceu nos anos 1950 e é apaixonado por música.
Harry Bosch é também o mais usado pelo seu criador: já compareceu em vários contos e 20 romances escritos pelo autor - desde o primeiro romance, O Eco Negro (1992), até o mais recente, Os Deuses da Culpa (2013) - livro da série do advogado de defesa Mickey Haller, lançados ambos em Portugal e não no Brasil.
Bosch é descrito como um homem alto (183 cm), magro, cabelos castanhos, porém hoje grisalhos, usa bigode e possui olhos castanhos, quase pretos. Connelly dá uma boa ideia de como ele visualiza Bosch: Em The Overlook (2007), Rachel Walling diz a Bosch: "Você se parece com o House" (ator Hugh Laurie). Porém, em 2005, em entrevista a revista americana EW (Entertainment Weekly), ao ser perguntado quem em Hollywood poderia interpretar o detetive, Connelly sugeriu o ator Billy Burke, que interpreta o pai de Bella, o xerife na saga Crepúsculo: "Algo sobre ele ... ele tem o bigode", diz Connelly. "Sempre que eu o vejo em filmes, ele é muito perto de como eu imagino Harry Bosch."
| #  | Ano  | Título original            | Título no Brasil        | Editora (Brasil)                                | Título em Portugal | Editora (Portugal)                  | Também participa                |
| -- | ---- | -------------------------- | ----------------------- | ----------------------------------------------- | ------------------ | ----------------------------------- | ------------------------------- |
| 1  | 1992 | The Black Echo             | --                      | --                                              | O Eco Negro        | Gótica (2003)                       | --                              |
| 2  | 1993 | The Black Ice              | --                      | --                                              | --                 | --                                  | --                              |
| 3  | 1993 | The Concrete Blonde        | A Loira de Concreto     | Best Seller ()                                  | --                 | --                                  | -                               |
| 4  | 1995 | The Last Coyote            | O Último Coiote         | Best Seller (1997)                              | --                 | --                                  | --                              |
| 5  | 1997 | Trunk Music                | O Último blefe          | Best Seller (1998)                              | --                 | --                                  | --                              |
| 6  | 1999 | Angels Flight              | O Vôo dos Anjos         | Record (2002)                                   | --                 | --                                  | --                              |
| 7  | 2001 | A Darkness More Than Night | Mais Escuro que a Noite | Record (2003)                                   | --                 | --                                  | Terry McCaleb / Jack McEvoy     |
| 8  | 2002 | City Of Bones              | Cidade dos Ossos        | Record (2005)                                   | Cidade dos Ossos   | Selecções do Reader's Digest (2005) | --                              |
| 9  | 2003 | Lost Light                 | Luz Perdida             | Record (2006)                                   | --                 | --                                  | --                              |
| 10 | 2004 | The Narrows                | Correntezas da maldade  | Record (2006)                                   | As Garras do Mal   | Clássica (2005)                     | Rachel Walling / Terry McCaleb† |
| 11 | 2005 | The Closers                | Morte Proibida          | Record (2007)                                   | Os Finalizadores   | Selecções do Reader's Digest (2007) | --                              |
| 12 | 2006 | Echo Park                  | Echo Park               | Suma de Letras (2008)                           | --                 | --                                  | Rachel Walling / Mickey Haller† |
| 13 | 2007 | The Overlook               | O Mirante               | Suma de Letras (2008)                           | O Miradouro        | Selecções do Reader's Digest (2010) | Rachel Walling                  |
| 14 | 2009 | 9 Dragons                  | Nove Dragões            | Suma de Letras (2011)                           | Nove Dragões       | Selecções do Reader's Digest (2014) | Mickey Haller / Jack McEvoy†    |
| 15 | 2011 | The Drop                   | A Queda                 | Suma de Letras (2014)                           | --                 | --                                  | Mickey Haller                   |
| 16 | 2012 | The Black Box              | A Caixa-preta           | Suma de Letras (2017)                           | --                 | --                                  | Rachel Walling                  |
| 17 | 2014 | The Burning Room           | Quarto em Chamas        | Ed. Suma ( Edição Especial TAG Inéditos) (2018) |                    |                                     | Rachel Walling                  |
| 18 | 2015 | The Crossing               |                         |                                                 | Do outro lado      | Porto Editora (2018)                | Mickey Haller, Lucia Soto       |
| 19 | 2016 | The Wrong Side of Goodbye  |                         |                                                 |                    |                                     | Mickey Haller                   |
| 20 | 2017 | Two Kinds of Truth         |                         |                                                 |                    |                                     | Mickey Haller                   |
| 21 | 2018 | Dark Sacred Night          |                         |                                                 |                    |                                     | Renée Ballard                   |
| 22 | 2019 | The Night Fire             |                         |                                                 |                    |                                     | Renée Ballard / Mickey Haller   |
| 23 | 2020 | The Law of Innocence       |                         |                                                 |                    |                                     | Mickey Haller                   |

† (Apenas citado)

#### Série Terry McCaleb
Terry McCaleb, ex-agente do FBI aposentado por invalidez, teve sua primeira aparição no livro Dívida de Sangue. Na história, após um transplante de coração, onde ocorre sua aposentadoria, o ex-Agente é convencido pela irmã da doadora do coração que agora o mantém vivo a investigar o assassinato da mulher a quem deve a vida, morta em um assalto. O livro foi adaptado para o cinema com o mesmo nome em 2002. Apesar do ex-agente ter a idade de 46 anos, foi Clint Eastwood quem deu vida ao personagem na tela grande - o fato de que na época o ator estar no auge dos seus 72 anos foi considerado somente um "mero detalhe".
Em "Mais Escuro que a Noite", lançado no Brasil em 2003 pela editora Record, Terry McCaleb divide as atenções com o detetive Harry Bosch, causando um interessante contraponto entre os dois personagens. Enquanto Harry é prático e lógico, Terry usa sua intuição e conhecimentos psicológicos.
Em 2004, Michael Connelly surpreendeu seus leitores com o lançamento do 10.º livro da série de Harry Bosh chamado The Narrows (Brasil: Correntezas da Maldade / Portugal: As Garras do Mal). A história começa com Terry McCaleb morto, e Harry Bosch é chamado para investigar sua morte. Uma triste surpresa para aqueles que são fãs de um dos personagens mais carismáticos de Michael Connelly.
| # | Ano  | Título original            | Título no Brasil        | Editora (Brasil) | Título em Portugal | Editora (Portugal) | Também participa          |
| - | ---- | -------------------------- | ----------------------- | ---------------- | ------------------ | ------------------ | ------------------------- |
| 1 | 1998 | Blood Work                 | Dívida de Sangue        | Record ()        | --                 | --                 | --                        |
| 2 | 2001 | A Darkness More Than Night | Mais Escuro que a Noite | Record (2003)    | --                 | --                 | Harry Bosch / Jack McEvoy |

#### Série Mickey Haller
Michael "Mickey" Haller Junior é um personagem fictício criado por Michael Connelly. Foi apresentado ao público em 2005 com o romance The Lincoln Lawyer (Brasil: Advogado de Porta de Cadeia / Portugal: Nos Meandros da Lei). Haller é um advogado de defesa que faz do banco traseiro de seu sedã Lincoln - dirigido por um ex-traficante -  um verdadeiro escritório de advocacia, percorrendo os tribunais e conseguindo novos casos para aumentar seus honorários. Seus principais clientes são prostitutas, traficantes e viciados. É o meio-irmão paterno de um outro personagem de Connelly, mais conhecido como detetive Hieronymus "Harry" Bosch . O livro The Lincoln Lawyer foi adaptado para o cinema em 2011, e Matthew McConaughey deu vida ao personagem. Sucesso de bilheteria e com ótima recepção dos críticos, uma continuação já está engatilhada. No Brasil, o filme saiu com o título O Poder e a Lei e em Portugal recebeu a denominação de Cliente de Risco.
A série Mickey Haller é composta por cinco romances, com o mais recente publicado em Dezembro de 2013 com a edição portuguesa, Os Deuses da Culpa, editada em 2016 pela Porto Editora.
| # | Ano  | Título original      | Título no Brasil            | Editora (Brasil)      | Título em Portugal  | Editora (Portugal)        | Também participa             |
| - | ---- | -------------------- | --------------------------- | --------------------- | ------------------- | ------------------------- | ---------------------------- |
| 1 | 2005 | The Lincoln Lawyer   | Advogado de Porta de Cadeia | Suma de Letras (2007) | Nos Meandros da Lei | Editorial Presença (2008) | --                           |
| 2 | 2008 | The Brass Verdict    | O Veredicto de Chumbo       | Suma de Letras (2009) | O Veredicto         | Porto Editora (2011)      | Harry Bosch / Jack McEvoy    |
| 3 | 2010 | The Reversal         | Reviravolta                 | Suma de Letras (2012) | A Reviravolta       | Porto Editora (2013)      | Harry Bosch / Rachel Walling |
| 4 | 2011 | The Fifth Witness    | A Quinta Testemunha         | Suma de Letras (2013) | A Quinta Testemunha | Porto Editora (2020)      | --                           |
| 5 | 2013 | The Gods of Guilt    | Os Deuses da Culpa          | Ed. Suma (2017)       | Os Deuses da Culpa  | Porto Editora (2016)      | Harry Bosch                  |
| 6 | 2020 | The Law of Innocence |                             |                       |                     |                           | Harry Bosch                  |

#### Série Jack McEvoy
John "Jack" McEvoy é um personagem literário criado por Michael Connelly e também o mais autobiográfico. Assim como foi seu criador antes de fazer sucesso como escritor, Jack é um repórter policial, porém sem prestígio. Escreve para um jornal local sobre mortes e crimes que ninguém dá valor. Sua primeira aparição aconteceu em 1996 com o romance O Poeta. No livro, considerado um dos melhores já escrito por Connelly, após o suicídio de seu irmão policial, McEvoy decide escrever sobre o irmão para superar sua terrível perda. Ao pesquisar sobre outros suicídios, McEvoy acaba descobrindo outros suicídios de policiais com as mesmas características: assim como seu irmão, deixaram bilhetes com frases de Edgar Allan Poe e descobre que os mesmos na verdade foram assassinados. Jack McEvoy se depara então com um assassino enigmático conhecido como "o Poeta". Jack McEvoy apareceu como coadjuvante em livros da série de Harry Bosch e Mickey Haller. Voltou como protagonista em 2013, depois de treze anos, em O Espantalho, lançado em 2009.
| # | Ano  | Título original | Título no Brasil | Editora (Brasil)      | Título em Portugal | Editora (Portugal)      | Também participa |
| - | ---- | --------------- | ---------------- | --------------------- | ------------------ | ----------------------- | ---------------- |
| 1 | 1996 | The Poet        | O Poeta          | Record (2007)         | O Poeta            | Livros do Brasil (1998) | Rachel Walling   |
| 2 | 2009 | The Scarecrow   | O Espantalho     | Suma de Letras (2011) | --                 | --                      | Rachel Walling   |
| 3 | 2020 | Fair Warning    |                  |                       |                    |                         | Rachel Walling   |

#### Série Renée Ballard
| # | Ano  | Título original   | Título no Brasil         | Editora (Brasil) | Título em Portugal | Editora (Portugal) | Também participa |
| - | ---- | ----------------- | ------------------------ | ---------------- | ------------------ | ------------------ | ---------------- |
| 1 | 2017 | The Late Show     | --                       | --               | --                 | --                 |                  |
| 2 | 2018 | Dark Sacred Night | --                       | --               | --                 | --                 | Harry Bosch      |
| 3 | 2019 | The Night Fire    | --                       | --               | --                 | --                 | Harry Bosch      |
| 4 | 2021 | The Dark Hours    | Cai a Noite em Hollywood | Trama (2022)     |                    |                    | Harry Bosch      |
| 5 | 2022 | Desert Star       |                          |                  |                    |                    |                  |
| 6 | 2024 | The Waiting       |                          |                  |                    |                    |                  |

#### Outros romances
- Void Moon (2000) Portugal: Lua Vazia (Gótica, 2000)[18]; A Sombra da Lua (2013)[19]
- Chasing the Dime (2002) Brasil: Chamada Perdida (2005); Portugal: Caça aos Cêntimos (Selecções do Reader's Digest, 2003)[20]

### Editor
- The Best American Mystery Stories 2003 (2003)
- Murder In Vegas (2005)
- In the Shadow of the Master (2009)

### Contos
- "Two-Bagger" – em Murderers' Row (2001) e The Best American Mystery Stories 2002 (2002).
- "Cahoots" – em Measures of Poison (2002)
- "After Midnight" – em Men from Boys (2003)
- "Christmas Even" – em Murder...and All That Jazz (2004)
- "Cielo Azul" – em Dangerous Women (2005)
- Uma história publicada anonimamente em The Secret Society Of Demolition Writers (2005)[21]
- "Angle of Investigation" – em Plots with Guns (2005) e The Penguin Book Of Crime Stories (2007)
- "Mulholland Dive" – em Los Angeles Noir (2007) e Prisoner of Memory (2008)
- "Suicide Run" – em Hollywood and Crime (2007)
- "One Dollar Jackpot" – em Dead Man's Hand (2007)
- "Father's Day" – em The Blue Religion (2008)

### Obras de Não-Ficção
- Crime Beat (2006), coleção de jornalismo do Sun-Sentinel e Los Angeles Times

### Videografia
- Level 9 (2001) – co-criador e co-produtor executivo